# 下山殿
下山殿（1567年—1591年11月21日），本名於都摩，又名於津摩。是德川幕府初代將軍德川家康側室，甲斐武田氏的家臣秋山越前守虎康的女兒，是穴山信君（穴山梅雪）的養女。
天正十年（1582年），於都摩的養父信君，降服織田和德川軍。同年本能寺之變， 天下的霸主織田信長意外死在家臣明智光秀的謀反下，而不久後信君在回駿河國的途中，遭土民襲殺。同年，或許是因為養父信君和家康有很深的關係，才十六歲的於都摩被德川家康召見，並成為長自己二十三歲的家康的側室。
後來，因為信君在甲斐國的領地是下山鄉，於都摩因此被稱為「下山殿」。
天正十一年（1583年），九月，於都摩在濱松城生下家康五男萬千代，這個孩子即是武田信吉。家康封於關東八國時，於都摩也和其他側室隨著家康進入江戶城。
天正十九年（1591年）時，於都摩去世，享年二十五歲。
於都摩的墓在兒子信吉的領地，下總國小金的本土寺前。她的墓旁種著松，因此被稱為「日上松」。後來改葬到本土寺內。法名是妙真院和長慶院。